# Johannes Zukertort
Johannes Hermann Zukertort (7. září 1842, Lublin – 20. června 1888, Londýn) byl německý šachový mistr (od roku 1878 měl britské občanství), jeden z nejlepších světových šachistů sedmdesátých a osmdesátých let 19. století.

## Šachová kariéra
Zukertort se narodil v Lublinu. Navštěvoval gymnázium ve Vratislavi, kde se ve třinácti letech naučil hrát šachy. Měl velké a všestranné nadání. Byl vynikající lékař, znal dvanáct jazyků, byl i hudebním kritikem a autorem několika filosofických prací. Rozhodl se ale pro šachovou kariéru.
V šachu se stal žákem Adolfa Anderssena, se kterým sehrál mnoho tréninkových partií a s nímž i redigoval šachový časopis. Stejně jako Anderssen se domníval, že základem šachu jsou kombinace, a spolu se svým učitelem tak patřil k představitelům tzv. romantického stylu šachu. Postupně se vypracoval mezi nejlepší hráče své doby.
Zukertort působil také jako publicista. V letech 1867 – 1871 redigoval s Adolfem Anderssenem Neue Berliner Schachzeitung a spolupracoval s Jeanem Dufresnem na učebnici šachové hry Lehrbuch des Schachspiels (1884), která vyšla během následujících deseti let v šesti vydáních. Byl i vynikajícím hráčem partií naslepo (dokázal naslepo sehrát 16 partií současně).
Přehled Zukertortových významných zápasů a turnajů:
- 1868 prohra v zápase s Anderssenem 3:8 (=1),
- 1869 třetí místo (společně s Emilem Schalloppem) na turnaji v Brémách za Adolfem Anderssenem a Johannessem von Minckwitzem,
- 1869 třetí místo (společně s Emilem Schalloppem a Johannessem von Minckwitzem) na turnaji v Hamburku za Adolfem Anderssenem a Louisem Paulsenem,
- 1871 vítězství v zápase nad Adolfem Anderssenem 5:2 (=0)
- 1872 třetí místo na turnaji v Londýně za Wilhelmem Steinitzem a J. R. Blackburnem,
- 1872 prohra v zápase se Wilhelmem Steinitzem 1:7 (=4),
- 1877 vítězství na turnaji v Kolíně nad Rýnem,
- 1877 druhé místo (společně Adolfem Anderssenem) na turnaji v Lipsku za Louisem Paulsenem,
- 1878 vítězství na turnaji v Paříži
- 1881 vítězství v zápase nad J. H. Blackburnem 7:2 (=5),
- 1881 druhé místo na turnaji v Berlíně za J. H. Blackburnem,

- 1883 vítězství na turnaji v Londýně: tohoto úspěchu si Zukertort cenil nejvíce (zvítězil s tříbodovým náskokem před Steinitzem, což otřáslo jeho postavením nejlepšího světového hráče).
- 1886 prohra v zápase o titul mistra světa se Wilhelmem Steinitzem 5:10 (=5)

## Souboj o titul mistra světa
Po vítězství Zukertorta na turnaji v Londýně roku 1883 ho Wilhelm Steinitz, který byl považován za neoficiálního mistra světa, vyzval k oficiálnímu zápasu o titul. Spor nastal o místě konání, Zukertort chtěl hrát v Londýně, tam ale zase nechtěl hrát Steinitz, který žil v USA. Nakonec se tento historicky první zápas o titul mistra světa v šachu konal s tříletým zpožděním až v roce 1886.
Zápas se hrál se ve třech městech v USA. První část Zukertort s přehledem vyhrál, když z pěti partií získal 4 body. Poté už se mu nedařilo a Steinitz se stal vítězem poměrem 10:5 (=5). Plánované odvety v Londýně se Zukertort již nedožil.

## Závěr Zukertortova života
Porážku v zápase o titul mistra světa Zukertort špatně nesl a přičítal ji špatnému americkému podnebí. Zdá se však, že se začal projevovat i jeho zhoršený zdravotní stav, v jehož důsledku nevydržel nervově náročný zápas a kvůli kterému nemohl později hrát náročné turnaje. V Londýně v roce 1887 byl sice ještě čtvrtý, ale na mezinárodním mistrovství Německa ve Frankfurtu v tom samém roce skončil až šestnáctý z jednadvaceti účastníků. Ke konci života tak Zukertort žil v bídě. 19. června roku 1888 se při šachové partii zhroutil (prý hlady) a o den později zemřel.

## Partie
- Johannes Zukertort vs NN, Leipzig - 1877, 1-0 Hezká partie s obětí dámy.
- Mikhail Chigorin vs Johannes Zukertort, London 1883, 0-1 Dva silní centrální pěšci proti bílému králi.